# Дніпровсько-Деснянський заказник
Дніпровсько-Деснянський заказник — природоохоронна територія, ландшафтний заказник загальнодержавного значення в Україні. Розташований на території Вишгородського району Київської області, поблизу сіл Вища Дубечня, Жукин, Нижча Дубечня, Пірнове та Боденьки. Площа заказника 1400 гектарів. Входить до меж трьох сільських рад: Жукинської, Деснянської та Сувидської.

## Історія
Об'єкт був створений відповідно до Постанови Ради міністрів Української РСР від 28 жовтня 1974 року N 500, згідно з матеріалами, які були підготовлені Київською обласною інспекцією охорони природи. Підпорядковується колишнім радгоспам «Деснянський», «Жукинський» та ДП «Вищедубечанське лісове господарство».

## Опис
Територія заказника, яка підпорядковується колишньому радгоспу «Жукинський», становить 440 гектарів, землі радгоспу «Деснянський» налічують 610 гектарів, а площа, обсягом 350 гектарів, перебуває у підпорядкуванні Воропаєвського та Чернинського лісництв Вищедубечанського держлісгоспу. 
Заказник розташований на території, що є частиною міжріччя Десни та Дніпра. Піщані суходоли цієї місцевості чергуються з болотами. На території заказника виявлені сірі лісові, темно-сірі опідзолені ґрунти, представлені дерново-підзолисті ґрунти. Лучні ґрунти та болотні ґрунти розташовані на ділянці заболоченої прохідної долини. Болота цієї території були осушені. У процентному співвідношенні ділянка заказника поділена між декількома екосистемами. Болотна екосистема займає площу, що дорівнює 30 гектарам, лісовій екосистемі також належить площа, що дорівнює 30 гектарам. Лучно-болотні та лучні екосистеми розміщені на 10-15% площі від загальної території. 
Рельєф території був сформований під впливом льодовикових вод. На території району, який займає заповідник, клімат м'який та вологий. Середня температура повітря у січні становить від −6,5 до −7°C. Період, протягом якого відсутні морози, триває від ста п'ятдесяти до ста сімдесяти п'яти днів. Кількість опадів на рік випадає в межах 500–610 міліметрів ртутного стовпчика.

## Флора
Флора території Дніпровсько-Деснянського заказника утворена бореальними та неморальними видами. Бореальні види є флористичним ядром боліт. Неморальні види становляться флористичне ядро лісів. На території заказника розміщуються листяні ліси. Площі лісової рослинності переважно розташовані на території Чернинського лісництва.
Поширені такі види, як граб звичайний, дуб звичайний, ясен звичайний, липа серцелиста, клен гостролистий, копитняк європейський, фіалка дивна, яглиця звичайна, просянка розлога, осика та береза повисла. Трав'яний покрив представлений осокою пальчастою та осокою волосистою. Серед лучно-болотних та болотних видів є бореальні види низинних боліт: осока гостра, омег водяний, очерет звичайний, осока омська. На чагарникових болотах зростає верба попеляста. Серед гідрофільних видів представлені: жовтець повзучий, незабудка болотна, живокіст лікарський, вех широколистий.
На території заказника зростають види, які занесені до Червоної книги України. Це цибуля ведмежа, зозулині черевички справжні, коручка чемерниковидна, пальчатокорінник м'ясочервоний, пальчатокорінник травневий. 
Дніпровсько-Деснянський заказник — єдине відоме місце зростання на території Київщини зозулиних черевичок справжніх — рідкісного виду орхідей.
Рослинний покров також представлений чорно-вільшняками. Зростають береза повисла та теліптерис болотний. Поширені дубово-соснові ліси. Збільшена частка чагарникових боліт, лучні ділянки заліснені. До Зеленої книги України занесені угрупування грабово-дубового лісу яглицевого та грабово-дубового лісу волосистоосокового.

## Фауна
На території Дніпровсько-Деснянського заказника водяться такі види тварин: ссавці — видра річкова, бобер європейський, вивірка звичайна, видра річкова, ондатра та інші; птахи — деркач, крячок чорний, куріпка сіра, мартин звичайний, шуліка чорний, жовна чорна, тетерук, сова вухата, підорлик малий, чапля сіра, журавель сірий та інші. Є види земноводних, які охороняються згідно з Бернською конвенцією: квакша звичайна, прудка ящірка, болотна черепаха, часничниця звичайна, кумка червоночерева та жаба гостроморда. Поширені вужі звичайні та гадюки звичайні.